# Joachim Badeni
Joachim Badeni, właśc. Kazimierz Stanisław Badeni (ur. 14 października 1912 w Brukseli, zm. 11 marca 2010 w Krakowie) – polski prezbiter rzymskokatolicki, dominikanin, mistyk, duszpasterz akademicki, rekolekcjonista, hrabia, autor książek.

## Życiorys

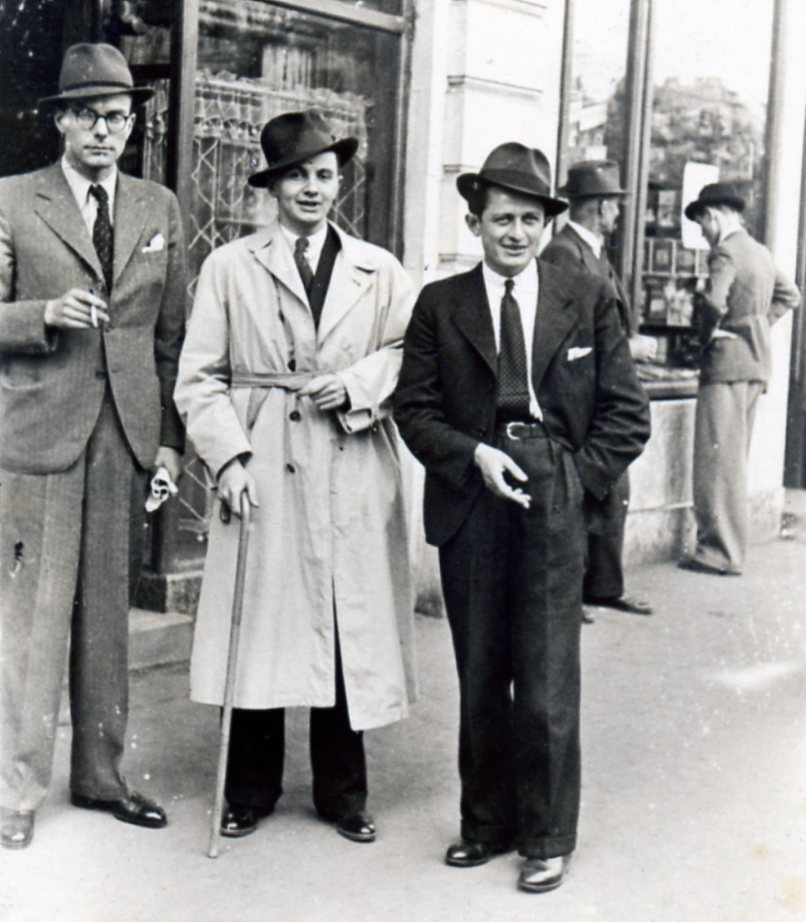
Kazimierz Badeni (pierwszy od lewej), Kraków, lata 30.

### Rodowód i lata młodzieńcze
Potomek rodu Badenich, których wpływy polityczne i potęga finansowa sprawiły, że Galicję i Lodomerię nazywano niegdyś „republiką badeńską”. Syn dyplomaty Ludwika Badeniego (1873–1916) i Szwedki Alicji z domu Ankarcrona (1889–1985). Imię otrzymał po dziadku Kazimierzu Badenim (1846–1909), namiestniku Galicji i premierze Austro-Węgier z nadania cesarza Franciszka Józefa (w latach 1895–1897). W 1914 rodzina Badenich przeniosła się do Szwajcarii, a następnie do Wiednia, gdzie dwa lata później zmarł jego ojciec. Od 1916 zamieszkał razem z matką w Busku w dzisiejszej Ukrainie. Po ponownym zamążpójściu matki za arcyksięcia Karola Olbrachta Habsburga z Żywca urodziło się jego przyrodnie rodzeństwo: brat Karol Stefan (1921–2018), siostry: Maria Krystyna (1923–2012) i Renata Maria (1931- 2024) oraz zmarły w wieku dziecięcym Olbracht Maksymilian.

### Studia i okres II wojny światowej
W 1930 zdał egzamin dojrzałości w Gimnazjum Państwowym im. M. Kopernika w Żywcu. Ukończył studia na Wydziale Prawa Uniwersytetu Jagiellońskiego (1937).
Po wybuchu II wojny światowej przebywał w Rumunii, następnie przez Jugosławię i Grecję dostał się do Marsylii, a następnie do Coëtquidan w Bretanii, gdzie wstąpił do 3. Kompanii Strzeleckiej formującego się we Francji wojska polskiego. Następnie w szeregach Strzelców Podhalańskich. Walczył pod Narwikiem, we Francji i Maroku. Był sekretarzem misji polskiej w Gibraltarze. Od początku 1943 przeniesiony do sztabu gen. Władysława Sikorskiego w Anglii. Następnie w brygadzie spadochronowej.
W tym czasie poznał Józefa Marię (o. Innocentego) Bocheńskiego, który pogłębił w nim, istniejące już wcześniej, powołanie kapłańskie. W lipcu 1943 wstąpił do seminarium duchownego w Anglii, w lipcu 1944 – do nowicjatu dominikanów w Howkesyard. 16 sierpnia 1945 w dniu imienin Joachima (stąd przyjęte przez niego imię zakonne) złożył pierwszą profesję.

### Kapłaństwo
Od 1947 mieszkał w Polsce, gdzie odbył studia teologiczne. W 1950 przyjął święcenia kapłańskie z rąk biskupa Stanisława Rosponda. Był m.in. duszpasterzem akademickim w Poznaniu (1957–1975), Wrocławiu (1975–1976) i Krakowie (1977–1988).

## Dorobek
Był m.in. współtwórcą krakowskiego duszpasterstwa akademickiego „Beczka”, duchowym opiekunem rodzącego się w Polsce Ruchu Odnowy w Duchu Świętym.
Wśród jego zainteresowań duchowych były m.in. buddyzm zen, psychologia głębi Junga, nauka Mistrza Eckharta i twórczość Tolkiena. W artykułach wspomnieniowych uznawany za mistyka, choć sam mówił o sobie, że jest prorokiem. Wspominane są też przykłady uzdrowień za jego pośrednictwem, choć sam Badeni nigdy nie mówił o tym publicznie.
Po 90. roku życia zaczęły się ukazywać jego książki wspomnieniowe, dotyczące zarówno spraw teologicznych, jak i egzystencjalnych (rozmowy spisywane przez dziennikarzy mediów katolickich, m.in. Artura Sporniaka, Jana Strzałkę, czy Alinę Petrową). Jego książka Sekrety mnichów, czyli sprawdzone przepisy na szczęśliwe życie, napisana wspólnie z o. Leonem Knabitem, wyróżniona została nagrodą Krakowska Książka Miesiąca w styczniu 2008. Żadnej książki nie napisał własnoręcznie, wszystkie dyktował, lub są zapisem wywiadów.
Zmarł 11 marca 2010 o godz. 1:16 w nocy w krakowskim klasztorze oo. Dominikanów przy ul. Stolarskiej. Jego ostatnie słowa brzmiały: „Wesele przygotowane. Oblubieniec nadchodzi. Idę tańczyć.”. Postanowieniem prezydenta RP Lecha Kaczyńskiego z 12 marca 2010 został pośmiertnie odznaczony Krzyżem Komandorskim Orderu Odrodzenia Polski „za wybitne zasługi dla niepodległości Rzeczypospolitej Polskiej, za osiągnięcia w pracy naukowej oraz działalność duszpasterską w środowisku akademickim”. Został pochowany na cmentarzu Rakowickim w Krakowie 15 marca 2010.

## Twórczość

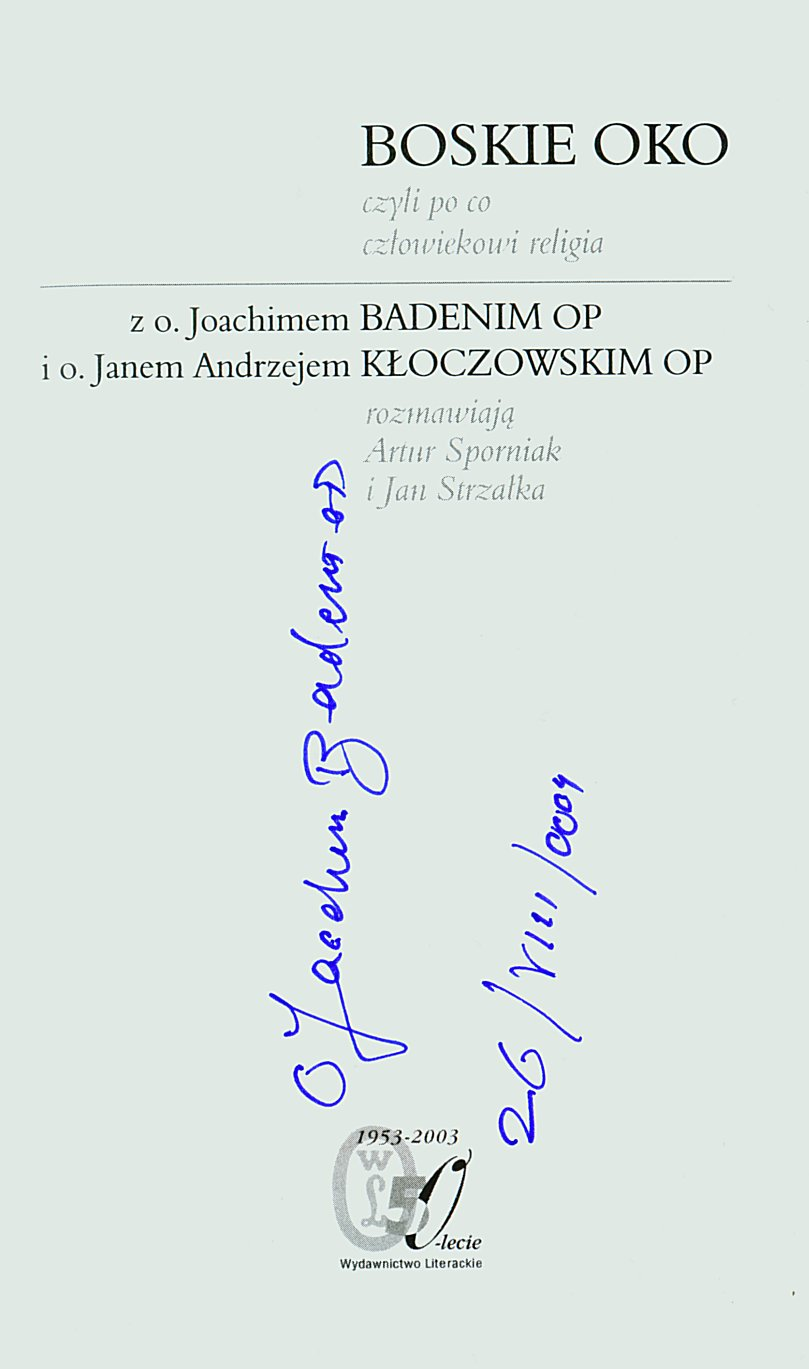
Autograf o. Joachima w książce Boskie oko, czyli po co człowiekowi religia (Wydawnictwo Literackie 2003)

- Boskie oko, czyli po co człowiekowi religia. Z o. Joachimem Badenim i o. Janem Andrzejem Kłoczowskim rozmawiają Artur Sporniak i Jan Strzałka, Kraków: Wydawnictwo Literackie, 2003, ISBN 83-08-03522-1.
- Autobiografia. Z ojcem Joachimem Badenim rozmawiają Artur Sporniak i Jan Strzałka, Kraków: Wydawnictwo Literackie, 2004, ISBN 83-08-03656-2.
- Fotel z widokiem na pole, Poznań: W drodze, 2004, ISBN 83-7033-515-2.
- Kobieta boska tajemnica (rozmowy z Judytą Syrek), Kraków: Rafael, 2006, ISBN 83-60293-44-9.
- Kobieta i mężczyzna – Boska miłość (rozmowy z Sylwestrem Szeferem), Kraków: Wydawnictwo AA, 2007, ISBN 978-83-61060-05-5.
- Śmierć? Każdemu polecam (rozmowy z Aliną Petrową-Wasilewicz), Kraków: Rafael, 2007, ISBN 978-83-7569-012-5.
- Sekrety mnichów, czyli sprawdzone przepisy na szczęśliwe życie (współautor: Leon Knabit), Kraków: Rafael, 2007, ISBN 978-83-7569-005-7.
- O kapłaństwie, celibacie i małżeństwie z rozsądku (rozmowy z Aliną Petrową-Wasilewicz), Kraków: Wydawnictwo M, 2009, ISBN 978-83-7595-067-0.
- ... żywot wieczny. Amen. O tym, co czeka nas po śmierci, Kraków: Rafael, 2009, ISBN 978-83-7569-100-9.
- Prosta modlitwa (współautorka: Alina Petrowa-Wasilewicz), Kraków: Wydawnictwo M, 2010, ISBN 83-60293-44-9.
- Uwierzcie w koniec świata! Współczesne proroctwo o powtórnym przyjściu Chrystusa (rozmowy z Judytą Syrek), Kraków: Znak, 2010, ISBN 978-83-240-1407-1.
- Mistyka codzienności, Poznań: W drodze, 2018, ISBN 978-83-7906-237-9.